# Anopsolobus subterraneus
Anopsolobus subterraneus är en spindelart som beskrevs av Forster och Norman I. Platnick 1985. Anopsolobus subterraneus ingår i släktet Anopsolobus och familjen Orsolobidae. Inga underarter finns listade i Catalogue of Life.